# Теорема Оре
Теорема Оре — результат в теорії графів, доведений в 1960 році норвезьким математиком Ойстином Оре. Теорема дає достатню умову для того, щоб граф був гамільтоновим, по суті стверджуючи, що граф з «досить великим числом ребер» повинен містити гамільтонів цикл. Зокрема, теорема розглядає суми степенів пар несуміжних вершин - якщо кожна така пара в сумі дає як мінімум загальне число вершин графу, граф є гамільтоновим.

## Формальне затвердження
Нехай G — (скінченний і простий) граф з n ≥ 3 вершинами. Позначимо через deg v степінь вершини v в G, тобто число інцидентних вершині v ребер. Теорема Оре стверджує, якщо deg v + deg w ≥ n для будь-якої пари несуміжних вершин v і w графу G, (*) то G є гамільтоновим.

## Доведення
Твердження еквівалентно тому, що будь-який негамільтоновий граф G порушує умову (*). Нехай G — негамільтонів граф з n ≥ 3 вершинами. Нехай граф H утворений з G шляхом добавлення по одному ребру, не утворюючи гамільтонів цикл, поки є можливість додавати такі ребра. Розглянемо будь-які дві несуміжні вершини x і y графу H. Додавання ребра xy в H створює щонайменше один гамільтонів цикл, а ребра, відмінні від  xy в цьому циклі, повинні утворювати гамільтонів шлях v1v2...vn в H з x = v1 і y = vn. Для кожного індексу i в діапазоні 2 ≤ i ≤ n, розглянемо два можливих ребра в H з v1 в vi і з vi − 1 в vn. Максимум одне з цих ребер може бути присутнім в H, оскільки в іншому випадку цикл v1v2...vi − 1vnvn − 1...vi був би гамільтоновим. Таким чином, загальне число ребер, інцидентних v1 або vn,  не перевищує числа можливих i, що дорівнює n − 1. Тому H не задовольняє умову (*), яке вимагає, щоб загальне число ребер 
(deg v1 + deg vn) було більше або дорівнювало n. Оскільки степень вершин G не є вищим за степінь в H, то G також не задовольняє умову (*).

## Алгоритм
Палмер описує наступний простий алгоритм побудови гамільтонового циклу в графі, що задовольняє умові Оре.
1. Вибудуємо вершини в цикл довільним чином, ігноруючи суміжності в графі.
2. Якщо цикл містить дві послідовні несуміжні вершини, vi і vi + 1, здійснимо наступні кроки:
  - Знаходимо індекс j, для якого чотири вершини vi, vi + 1, vj і vj + 1 різні і граф містить ребра з vi в vj і з vj + 1 в vi + 1
  - Частину циклу між vi + 1 і vj (включно) вибудовуємо в зворотному порядку.

Кожен крок збільшує число послідовних суміжних пар на одну або дві пари (залежить від того, чи є vj і vj + 1 вже суміжними), так що зовнішній цикл алгоритму може відпрацювати максимум n раз, перш ніж він перерветься, де n — число вершин даного графу. З причин, аналогічних, що є в доведенні теореми, індекс j повинен існувати, в іншому випадку несуміжні вершини vi і vi + 1 мають занадто малий сумарний степінь. Пошук  i і j можна здійснити за час O(n). Таким чином, загальний час роботи алгоритму O(n2).